# Homem-Aranha 2
Homem-Aranha 2 (no original em inglês Spider-Man 2) é um filme de ação estadunidense de 2004, dirigido por Sam Raimi e escrito por Alvin Sargent a partir de uma história de Alfred Gough, Miles Millar e Michael Chabon. É a sequência de Homem-Aranha, que foi lançado em 2002, e o segundo e penúltimo filme da trilogia do Homem-Aranha dirigida por Raimi, baseado no personagem fictício da Marvel Comics de mesmo nome, também sendo o sexto filme da série de filmes Homem-Aranha. Produzido pela Columbia Pictures, Marvel Entertainment e Laura Ziskin Productions, foi distribuído mundialmente pela Sony Pictures Releasing. Tobey Maguire, Kirsten Dunst e James Franco reprisam seus papéis do filme anterior, como Peter Parker, Mary Jane Watson e Harry Osborn, respectivamente.
Ambientado dois anos após os eventos do primeiro filme, Homem-Aranha 2  mostra Peter Parker lutando para impedir o cientista Dr. Otto Octavius de recriar o perigoso experimento que matou sua esposa e o deixou neurologicamente fundido a tentáculos mecânicos, ao mesmo tempo em que lida com uma crise existencial entre suas identidades duplas que parecem estar tirando seus poderes.
Homem-Aranha 2 foi lançado nos Estados Unidos em 30 de junho de 2004 nos cinemas convencionais e IMAX. Foi aclamado pela crítica, que elogiou sua direção, história, trilha sonora, efeitos visuais, profundidade temática e emocional, bem como as performances de Maguire e Alfred Molina. O longa-metragem arrecadou mais de 788 milhões de dólares em todo o mundo e ganhou o Oscar de melhores efeitos visuais. Ele também recebeu cinco prêmios na cerimônia Saturn Awards, incluindo melhor filme e melhor diretor para Raimi. O filme é amplamente considerado como um dos maiores filmes de super-heróis já feitos e um modelo para futuros filmes do gênero. Em 2008 foi selecionado pela Empire na lista dos 500 maiores filmes de todos os tempos.
O sucesso do filme levou ao lançamento de Homem-Aranha 3, em 2007, sendo o último da trilogia dirigida por Sam Raimi. Maguire e Molina reprisaram seus papéis no filme Spider-Man: No Way Home (2021) do Universo Cinematográfico Marvel (MCU), que tratou do conceito do multiverso e ligou as franquias de Raimi e Marc Webb ao MCU.

## Enredo
A história começa dois anos após o final do primeiro filme. Peter Parker encontra dificuldades para seguir com sua vida dupla após derrotar o Duende Verde. Ele perde o emprego de entregador de pizzas, tem dificuldades financeiras, falta em muitas aulas e trabalhos do seu curso de Física na Universidade de Columbia, não arranja tempo para sair com sua amada Mary Jane e seu amigo Harry Osborn, além de que sua tia May está prestes a perder a casa dela.
Harry, agora chefe da divisão de pesquisas da Oscorp, investiu na pesquisa de Otto Octavius, um ídolo de Peter. Para manter um experimento de fusão estável, ele desenvolveu quatro braços mecânicos artificialmente inteligentes controlados por ele e fixados em seu corpo. Para impossibilitar qualquer dos braços de assumirem vontade própria, um chip inibidor foi adicionado à aparelhagem. O experimento, contudo, fracassa: a fusão desestabiliza-se, e devido ao forte campo magnético criado, objetos começam a ser fortemente atraídos e o laboratório é pouco a pouco destruído. Peter Parker, que assistia à experiência, põe sua fantasia e tenta salvar as pessoas, mas é impedido pelo próprio cientista, que ainda acha que a fusão vai se estabilizar. Como resultado disso tudo, a fusão cessa, a esposa de Otto morre, o chip inibidor é destruído, o cientista desmaia, e mais tarde se tornando insano e Harry considera-se falido. Num hospital, cirurgiões tentam remover os braços de Otto, mas estes ganham vontade própria, matam os doutores e ajudam o vilão escapar. Ele é influenciado pelos braços a continuar o experimento e se esconde em um galpão abandonado às margens do Rio Hudson. J. Jonah Jameson o nomeia Doctor Octopus ou "Doc Ock". O vilão tenta roubar um banco para obter fundos para seu experimento, mas Peter Parker e sua tia se encontravam lá. Após um combate entre os dois, no qual a própria May foi feita refém, Otto foge com algumas sacas de dinheiro.
Numa festa, Peter descobre que Mary Jane vai se casar com John Jameson, filho de J. Jonah Jameson. Na mesma festa, Harry, sob efeito de álcool, agride Peter por conta de sua lealdade ao Homem-Aranha, considerado por Harry como o culpado pela morte do pai. Logo após a festa, Peter perde seus poderes ao balançar sobre Nova Iorque e fica incapaz de tecer teias. Como não consegue mais manter uma vida dupla, ele desiste de ser super-herói e abandona suas roupas numa lixeira. Enquanto isso, Doutor Octopus reconstrói seu reator.
Após visitarem o túmulo de Tio Ben, Peter e May conversam e Peter a revela como ele foi parcialmente responsável pela morte de Ben. A princípio, May fica sem palavras, mas eles se reconciliam mais tarde. Ele ainda tenta conquistar Mary Jane, mas ela lhe diz que está decidida a se casar e que já é tarde. Enquanto isso, Doc Ock completa a construção do seu reator, e parte em busca do último item: o trítio. No apartamento de Harry, ele tenta o persuadir para conseguir o isótopo, e os dois fazem um trato: Doc Ock captura e entrega o Homem-Aranha para Harry, e este o dá o máximo de trítio possível. Para chegar ao Homem-Aranha, Harry o aconselha a procurar por Peter, que sempre consegue boas fotografias do super-herói.
Mary Jane e Peter se encontram em um café e Peter nega seu amor por Mary, que lhe pede um beijo. Logo antes do beijo acontecer, porém, Peter tem seu sentido aranha reativado e percebe um carro arremessado por Doc Ock prestes a cair sobre os dois. Contudo, Doc Ock sequestra Mary Jane e a leva como garantia de que Peter lhe conseguirá o Homem-Aranha. Peter percebe que ganhou todos os seus poderes de volta, recupera sua fantasia (guardada no prédio do Clarim Diário depois que foi encontrada) e sai atrás do vilão. Os dois começam uma batalha que segue em cima de um trem elevado. Durante a luta, Doc Ock acelera o trem até a sua velocidade máxima e destrói os freios, deixando para o herói a missão de parar o veículo antes que este ultrapasse uma barreira no fim dos trilhos. Após muito esforço, o Homem-Aranha para o trem, mas desmaia de cansaço. Os passageiros do trem o veem sem a máscara, mas prometem guardar segredo. Em seguida, Otto surge e captura o agora fraco super-herói para entregá-lo a Harry.
Harry entrega o trítio e desmascara o Homem-Aranha, surpreendendo-se com a identidade secreta dele. Peter recupera as forças e convence Harry a dizer onde está Doc Ock. O herói chega ao galpão, onde o cientista já consegue recomeçar seu experimento, e começa outra batalha com ele. Com um choque elétrico, ele consegue derrubar o vilão, revela sua identidade para ele e o convence a parar o experimento. Otto volta à sua sanidade, assume controle dos braços e destrói seu reator, afundando-o no rio ao custo de sua vida. Peter resgata Mary Jane antes do galpão ser destruído, mas este lhe diz que eles não podem ficar juntos, pois ele sempre terá inimigos
Em sua casa, Harry tem visões de seu pai em um espelho, que o pede para matar Peter Parker e assim vingar sua morte. O espelho se abre e revela uma passagem secreta para um compartimento com todos os equipamentos do Duende Verde. No final do filme, Mary Jane abandona seu noivo no altar e visita Peter em seu apartamento, dizendo que está disposta a ficar com ele apesar dos riscos. Os dois então escutam um pedido de ajuda no rádio da polícia e Peter parte atrás dos criminosos.

## Elenco e personagens
- Tobey Maguire como Peter Parker / Homem-AranhaKirsten Dunst como Mary Jane WatsonJames Franco como Harry OsbornAlfred Molina como o vilão Doutor OctopusTobey Maguire como Peter Parker / Homem-Aranha:

Um super-herói, brilhante estudante de física da Universidade Columbia e fotógrafo do Daily Bugle. Parker desiste brevemente de suas responsabilidades como um super-herói em um momento de adversidade.
- Kirsten Dunst como Mary Jane Watson:

Amiga de Peter Parker, que ele ama desde a infância, mas ele desiste da chance de estar com ela devido a suas obrigações como super-herói.
- James Franco como Harry Osborn:

Líder da Oscorp, filho de Norman Osborn e melhor amigo de Peter que se ressente do Homem-Aranha pela morte de seu pai.
- Alfred Molina como Dr. Otto Octavius / Doutor Octopuss:

Um cientista, ídolo de Peter que fica louco depois de uma reação de fusão auto-sustentável, Octavius está vinculado com seu equipamento de manuseio, quatro tentáculos mecânicos artificialmente inteligentes.
- Rosemary Harris como Tia May:

A viúva de Ben Parker e a tia de Peter.
- J.K. Simmons como J. J. Jameson:

O gerente e editor-chefe do Daily Bugle que carrega uma vingança pessoal contra o Homem-Aranha, a quem ele considera um criminoso e não quer aceitar ele como o herói da cidade.
- Donna Murphy como Rosalie Octavius:

A esposa e assistente de Otto Octavius que morreu na sequência da tentativa fracassada de apresentar a experiência do marido.
- Daniel Gillies como John Jameson:

Filho de J. Jonah Jameson, noivo de Mary Jane, astronauta e herói nacional.
- Dylan Baker como Dr. Curt Connors:

Um dos professores de física da faculdade de Peter. Ele é um colega de Octavius.
- Willem Dafoe como Norman Osborn / Duende Verde:

O pai falecido de Harry Osborn, que aparece como uma alucinação.
- Elya Baskin como Sr. Ditkovitch:

Senhorio de Peter.
- Mageina Tovah como Ursula Ditkovitch:

A filha do Sr. Ditkovitch.
Tal como acontece com o filme anterior, Bruce Campbell tem uma aparência aparente , desta vez como inaugurador das portas do show de Mary Jane. Anos depois, Jeffrey Henderson, que trabalhou nos storyboards para o filme cancelado Homem-Aranha 4, divulgou informações sobre o que os vilões apareceriam no filme. Um desses incluiu a progressão do personagem de Bruce Campbell em Mystério. O co-criador de Homem-Aranha, Stan Lee, retrata um homem na rua que salva uma mulher de detritos caídos durante uma batalha entre Homem-Aranha e Dr. Otto Octopus, identificado como "Stanley Lieber" na novelização do filme; Scott Spiegel retrata um homem que tenta comer uma pizza que Peter está entregando, apenas para tê-la em suas mãos. Joel McHale retrata um caixeiro de banco. Hal Sparks retrata um passageiro de elevador que conversa com o Homem-Aranha. Donnell Rawlings retrata o nova-iorquino que exclama que o Homem-Aranha "roubou as pizzas desse cara" e Emily Deschanel retrata uma recepcionista. Elizabeth Banks retrata mais uma vez Betty Brant, uma das equipes de Bugle e a secretária de J. Jonah Jameson, bem como Bill Nunn retomando seu papel como Robbie Robertson. Daniel Dae Kim interpreta um assistente do Doutor Octavius trabalhando em seu laboratório. Aasif Mandvi retrata o Sr. Aziz, dono de uma pizzaria local. Joey Diaz retrata um passageiro similar. Vanessa Ferlito retrata uma das co-estrelas de Mary Jane. Joy Bryant aparece como um espectador que testemunha o Homem-Aranha em ação. John Landis interpreta um dos médicos que atua no Doctor Octopus. Phil LaMarr retrata um passageiro do trem que é mais facilmente visto à esquerda do Homem-Aranha (a direita do telespectador), enquanto o herói usa suas teias para parar o trem. Greg Edelman retrata Dr. Davis, o médico da Universidade, que Peter Parker vê falar sobre a perda de suas superpotências. Um dos homens presentes na demonstração pública do projeto de energia de fusão de Otto Octavius é identificado como Dr. Henry Pym na novelização do filme.

## Produção

### Desenvolvimento
Imediatamente depois de terminar Homem-Aranha (2002), o diretor Sam Raimi, com a ajuda de James Keltie, seguiu para dirigir a sequência do filme. Em abril de 2002, a Sony contratou Alfred Gough e Miles Millar para escrever um roteiro com o Doutor Octopus, Lagarto e Gata Negra como os vilões. Em 8 de maio de 2002, após o Homem-Aranha ter registro de US$ 115 milhões no fim de semana de abertura, Sony Pictures anunciou uma sequência para 2004. Intitulada "The Amazing Spider-Man", após o título principal de quadrinhos do personagem, o filme recebeu um orçamento de US$ 200 milhões e visava uma data de lançamento de 7 de maio de 2004. No mês seguinte, David Koepp foi adicionado para co-escrever com Gough e Millar.
Em setembro de 2002, Michael Chabon foi contratado para reescrever. Seu rascunho tinha um Dr. Oct mais novo, que fica apaixonado por Mary Jane. Seus membros mecânicos usam endorfinas para contrariar a dor de estar preso ao seu corpo, que ele gosta. Quando ele feriu dois assaltantes em uma data, isso horroriza Mary Jane e na batalha resultante com o Homem-Aranha, seus tentáculos são fundidos e a fusão começa a matá-lo. No roteiro, Octavius é o criador da aranha geneticamente alterada do primeiro filme e dá a Peter um antídoto para remover seus poderes: isto significa que quando Octavius está morrendo com seus tentáculos, ele quer extrair a espinha do Homem-Aranha para salvar-se. Isso leva à aliança com Harry no filme. Antes, Harry e o Daily Bugle colocou um preço de US$ 10 milhões pela cabeça do Homem-Aranha, fazendo com que os cidadãos da cidade se voltassem contra ele. O produtor Avi Arad rejeitou o triângulo amoroso de Oct.
Raimi revelou os rascunhos anteriores de Gough, Millar, Koepp e Chabon, escolhendo o que ele gostou com o roteirista Alvin Sargent. Ele sentiu que, tematicamente, o filme teve que explorar o conflito de Peter com suas necessidades pessoais contra sua responsabilidade, explorando os aspectos positivos e negativos do seu caminho escolhido e como ele finalmente decidiu que ele pode ser feliz como uma figura heroica. Raimi afirmou que a história foi parcialmente influenciada por Superman II, que também explorou o herói titular abandonando suas responsabilidades. A história é tirada principalmente do The Amazing Spider-Man Nº 50: "Spider-Man No More!". Foi decidido que o Doutor Octopus seria mantido como vilão, pois ele era um vilão visualmente interessante que era um fósforo físico para o Homem-Aranha, e uma figura simpática com a humanidade, acompanhada pelo fato de o personagem ter sido considerado repetidamente como um vilão para o primeiro filme ao longo de seu desenvolvimento de 15 anos. Sam Raimi mudou muito da história de fundo do personagem, no entanto, acrescentando a ideia de Otto Octavius ser um herói de Peter e como seu conflito era tentar tentar resgatá-lo de seus demônios em vez de matá-lo.

### Filmagens

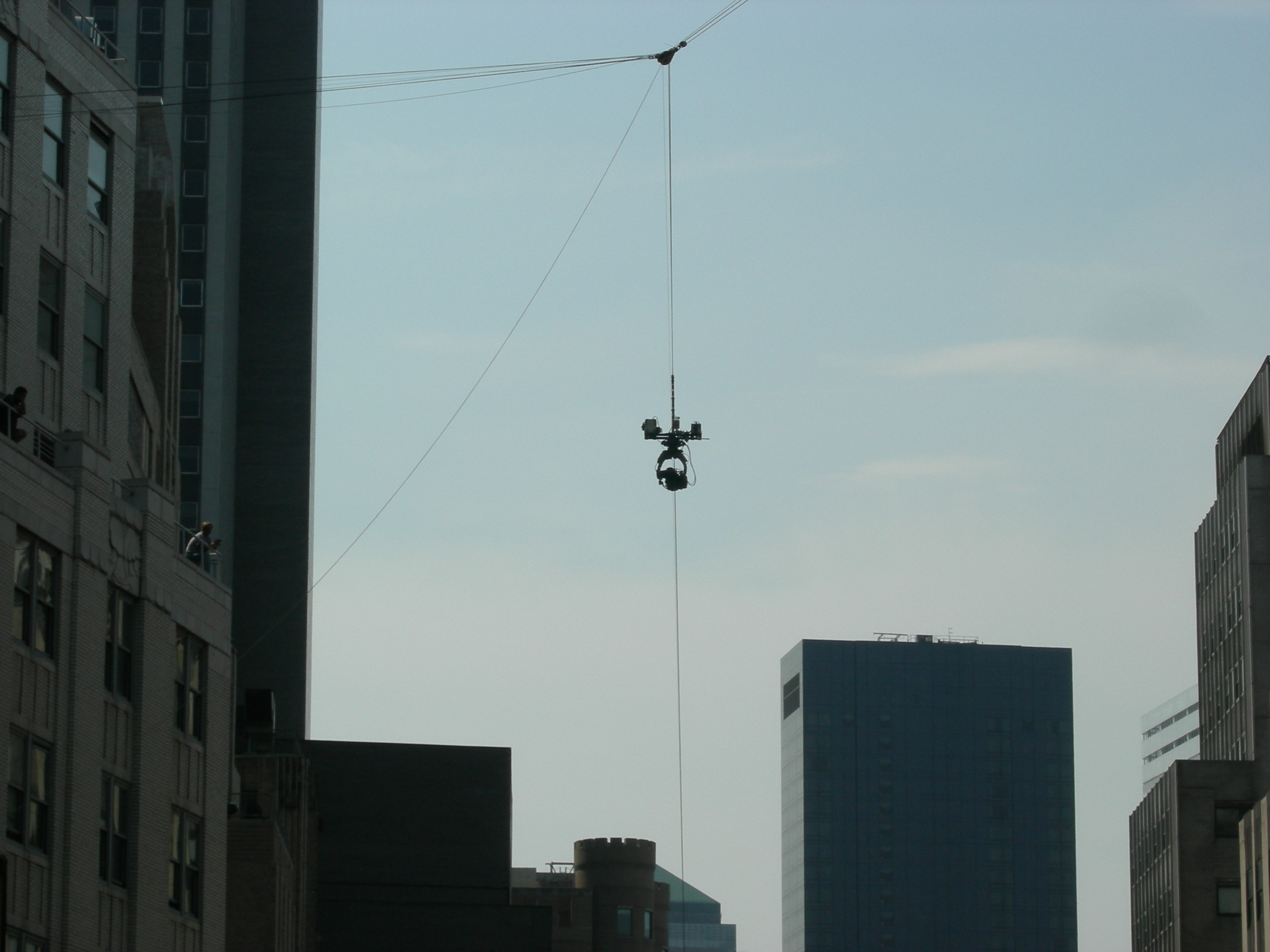
A Spydercam foi usada extensivamente no filme para "rastrear dublês e um Homem-Aranha gerado em CGI no ar.

Homem-Aranha 2 foi filmado em mais de 100 sets e locais, começando com um pré-lançamento no Loop em Chicago durante dois dias em novembro de 2002. A tripulação comprou uma carruagem, colocando dezesseis câmeras para fotos em segundo plano de Homem-Aranha e da luta no trem de Dr. Octavius. A fotografia principal começou em 12 de abril de 2003 na cidade de Nova Iorque. A equipe mudou-se em 13 de maio para Los Angeles, filmando em dez grandes conjuntos criados pelo designer de produção Neil Spisak. Após o susto em torno de suas dores nas costas, Tobey Maguire apreciou a realização de muitas das suas acrobacias, mesmo criando uma piada com Raimi, criando a linha "Minhas costas, minhas costas", pois o Homem-Aranha tenta recuperar seus poderes. Até mesmo Rosemary Harris deu uma volta, colocando o dublê do dublê fora do trabalho. Em contraste, Alfred Molina brincou dizendo que a equipe de acrobacias o "trocaria" para realizar um outro tempo.
O filme foi filmado durante oito semanas. Para construir o covil do do Doutor Octopus, tinha sido a ideia da lista de usar um cais derrubado como o covil de Oct., refletindo uma versão explodida do laboratório anterior e representando como a vida de Octavius desabou e cresceu mais monstruosa, evocando o cinema de Fritz Lang e o filme O Gabinete do Dr. Caligari. A filmagem então retomou nesse conjunto, tendo levado quinze semanas para construir, ocupando o estágio 30 da Sony. Ele tinha 60 pés (18 m) por 120 pés (37 m) de comprimento e 40 pés (12 m) de altura e uma miniatura de quarta escala também foi construída para o final à medida que colapsa. As filmagens ainda estava acontecendo após o Natal de 2003.
Um sistema de câmera chamado "Spydercam" foi usado para permitir que os cineastas expressassem mais a visão de mundo de Homem-Aranha, às vezes caindo cinquenta histórias e com um tiroteado de pouco mais de 2.400 pés (730 m) em Nova York ou 980 m Los Angeles. Para alguns tiros, a câmera disparava em seis quadros por segundo para uma reprodução mais rápida aumentando a sensação de velocidade. Os tiros usando o Spydercam foram pré-planejados nas versões digitais das cidades, e o movimento da câmera foi controlado com controle de movimento, tornando-o altamente econômico. O sistema de câmera foi usado apenas no filme anterior para o tiro final.

### Efeitos
Embora mais ou menos igual, o figurinista James Acheson fez inúmeras mudanças sutis no traje do Homem-Aranha. As cores eram mais ricas e mais ousadas, o emblema da aranha recebia linhas mais elegantes e ampliadas, as lentes dos olhos eram um pouco menores, e os trajes musculares embaixo foram feitos em pedaços, para dar uma melhor sensação de movimento. O capacete que Maguire usava debaixo da máscara também melhorou, com melhor movimento para o maxilar falso e para os ombros magnéticos, que eram mais fáceis de remover.
Para criar os tentáculos mecânicos do Octopus, o Edge FX foi contratado para criar um espartilho, uma cintura de metal e borracha, uma espinha de borracha e quatro tentáculos de borracha de espuma com uma altura de oito pés (2,4 m), pesando 100 libras (45 kg). As garras de cada tentáculo, que foram denominadas "flores da morte", eram controladas por um único marionetista em uma cadeira. Cada tentáculo foi controlado por quatro pessoas, que ensaiaram cada cena com Alfred Molina para dar uma sensação natural de movimento como se os tentáculos se movessem devido ao movimento muscular de Octavius.
Edge FX só foi contratado para fazer cenas onde Octavius carrega seus tentáculos. CGI foi usado para quando os tentáculos levaram Octavius: uma plataforma de 20 pés (6,1 m) de altura manteve Molina para deslizar pelos arredores, com os tentáculos CG adicionados mais tarde. As versões CG foram digitalizadas diretamente das práticas. No entanto, usar as versões práticas sempre foi preferido para poupar dinheiro, e cada cena foi sempre filmada primeiro com as criações do Edge FX para ver se o CGI era realmente necessário. Completando a ilusão, os designers de som escolheram não usar efeitos sonoros de servo, sentindo que roubaria os tentáculos da sensação de que faziam parte do corpo de Octavius e, em vez disso, usavam cadeias de motocicleta e fios de piano.

## Lançamento

### Marketing
O primeiro teaser trailer estreou nas exibições de The Lord of the Rings: The Return of the King. Os parceiros promocionais incluíram Burger King, Dr Pepper, Kraft Foods, Kellogg’s e Embassy Suites Hotels.

### Home media
O filme foi inicialmente lançado em VHS e DVD em 30 de novembro de 2004. O DVD estava disponível em ambos os widescreen anamórfico e Pan-and-scan fullscreen, bem como uma Superbit edição e em um box set com o primeiro filme. Havia também um conjunto especial de DVD de colecionador, incluindo uma reimpressão de The Amazing Spider-Man # 50.
O filme foi lançado em Blu-ray em outubro de 2007 como parte do conjunto de caixa Spider-Man: The High Definition Trilogy. Também foi lançado separadamente no Blu-ray em novembro de 2010, bem como o filme anterior, como parte da coleção Blu-ray Essentials da Sony, incluindo o lançamento em sala de aula e o corte prolongado 2.1. Todos os três filmes foram relançados em Blu-ray como parte do Spider-Man: Origins lançado em 13 de junho de 2017.

#### Spider-Man 2.1(2007)
Uma versão prolongada do filme, intitulado Spider-Man 2.1, foi lançado em DVD e Blu-ray em 17 de abril e em 30 de outubro de 2007. O edição incluiu oito minutos de novas filmagens, com novas características especiais não inclusas na versão original, bem como uma breve prévia de Homem-Aranha 3, a sequência do filme. A edição apresenta três novas, uma alternativa e onze cenas estendidas, e uma característica: "Inside Spider-Man 2.1", detalhando a criação do corte.

## Recepção

### Bilheteria
Homem-Aranha 2 abriu nos Estados Unidos em 30 de junho de 2004 e arrecadou US$ 40,4 milhões em seu primeiro dia; isso quebrou o recorde do primeiro dia de abertura do filme de US$ 39,4 milhões, até que foi superado um ano depois por Star Wars Episódio III: A Vingança dos Sith (US$ 50,0 milhões). O filme também quebrou The Lord of the Rings: The Return of the King (US$ 34,5 milhões) para a maior bilheteria de quarta-feira de todos os tempos. Realizou o recorde de quarta-feira por três anos até que foi liderado por Harry Potter and the Order of the Phoenix (US$ 44,2 milhões). A abertura forte de Homem-Aranha 2 de sexta-feira a domingo, alcançou um total de US$ 88,2 milhões, o que foi o mais alto fim de semana do Dia da Independência, quebrando Men in Black II (US$ 52,1 milhões), até que foi quebrado sete anos depois por Transformers: Dark of the Moon ($ 97,9 milhões). Nos seus primeiros seis dias, o filme arrecadou mais de US$ 180 milhões. O filme também acabou por atingir US$ 373,5 milhões, tornando-se o segundo filme de maior bilheteria de 2004, atrás de Shrek 2. Em todo o mundo, o filme arrecadou US$ 788,9 milhões, classificando-se como o terceiro filme de maior bilheteria de 2004 atrás do Shrek 2 e Harry Potter e o Prisioneiro de Azkaban. Homem-Aranha 2 é o 28º filme de maior bilheteria nos EUA e no Canadá e vendeu cerca de 60,158,700 ingressos só nos Estados Unidos.

### Crítica
Na revisão do Rotten Tomatoes, Homem-Aranha 2& possui uma classificação de aprovação de 94% com base em 261 comentários, com uma classificação média de 8.3 / 10. O consenso crítico do site diz: "Com um vilão divertido e um foco emocional mais profundo, esta é uma sequência ágil que melhora o original". No Metacritic, que atribui uma classificação normalizada às avaliações, calculou uma pontuação média de 83 em cada 100, com base em 41 críticos, indicando "aclamação universal". As audiências pesquisadas pelo CinemaScore deram ao filme uma nota média "A-" em uma escala "A+" para "F". O filme foi colocado no Nº.411 na lista de 500 melhores filmes da revista Empire.
O Chicago Tribune (Mark Caro) afirmou que Alfred Molina era um vilão 'agradavelmente complexo', e o filme como um todo 'melhora a sua antecessora em quase todos os sentidos'. Kenneth Turan, do Los Angeles Times, deu ao filme 4 de 5 estrelas e concordou com Caro quando afirmou: "Octavius agarra este filme com seu quarteto de armas mecânicas sinistramente serpentinas e se recusa a deixar ir". Roger Ebert, que tinha dado o primeiro filme duas estrelas e meia, deu ao Homem-Aranha 2 um perfeito quatro de quatro estrelas, chamando-o de "O melhor filme de super-heróis desde que o gênero moderno foi lançado com o Superman (1978)", e elogiou o filme por "combinar facilmente efeitos especiais e uma história humana, mantendo suas parcelas paralelas vivas e em movimento". Mais tarde, ele chamou de o quarto melhor filme de 2004." Richard George do IGN sentiu "Sam Raimi e seu time de redação entregaram uma versão icônica e convincente do inimigo clássico do Homem-Aranha... Quase desejamos que houvesse uma maneira de adicionar retroativamente alguns desses elementos ao personagem original." Em 2016, James Charisma da Playboy classificou o filme # 9 em uma lista de 15 sequências que são melhores do que a original.
Por outro lado, J. Hoberman, da The Village Voice, pensou que a primeira metade do filme era "talentosa que faz fronteira com cansativas", com o filme muitas vezes parando para mostrar a ideia de humor de Raimi. Charles Taylor acreditava: "O erro de cálculo do cálice da decisão de Peter alimenta a qualidade dos pedestres da direção de Raimi e a ingravidez de Maguire... simplesmente não sugere uma presença heroica", e sugeriu que "Dunst parece estar contra restrições que ela não pode articular".[carece de fontes?]

## Prêmios e indicações
Homem-Aranha 2 ganhou o Óscar de Melhores Efeitos Visuais, e foi indicado para Melhor Som (Kevin O'Connell, Greg P. Russell, Jeffrey J. Haboush e Joseph Geisinger) e Melhor Edição de Som, mas perdeu para Ray e The Incredibles, respectivamente. O filme também ganhou o Prêmio Saturno de Melhor Ator, Melhor Diretor, Best Fantasy Film, Melhores Efeitos Especiais e Melhor Escritor, enquanto foi indicado para Melhor Ator Coadjuvante e Melhor Música. Foi duas vezes indicado ao British Academy Film Awards para efeitos visuais especiais e som, mas perdeu para O Dia Depois de Amanhã e Ray, respectivamente. O AFI listou o filme como um dos dez melhores filmes de 2004 e nomeou-o para a listas dos 10 melhores filmes de Fantasia, os 100 filmes americanos mais inspiradores e os 100 maiores filmes americanos.
| Prêmio                                    | Data da cerimônia       | Categoria                                                                 | Indicados | Resultado | Notas               |
| ----------------------------------------- | ----------------------- | ------------------------------------------------------------------------- | --- | --------- | ------------------- |
| Óscar                                     | 27 de fevereiro de 2005 | Efeitos Especiais                                                         | John Dykstra, Scott Stokdyk, Anthony LaMolinara e John Frazier                                                                 | Venceu    | [ 32 ]              |
| Óscar                                     | 27 de fevereiro de 2005 | Melhor Som                                                                | Kevin O'Connell, Greg P. Russell, Jeffrey J. Haboush e Joseph Geisinger                                                        | Indicado  | [ 32 ]              |
| Óscar                                     | 27 de fevereiro de 2005 | Melhor Edição de Som                                                      | Paul N. J. Ottosson | Indicado  | [ 32 ]              |
| American Film Institute Awards            | 2005                    | Filme do Ano                                                              | Spider-Man 2 | Venceu    | [carece de fontes?] |
| BMI Film and TV Awards                    | 18 de maio de 2005      | BMI Film Music Award                                                      | Danny Elfman | Venceu    | [ 33 ]              |
| British Academy Film Awards               | 12 de fevereiro de 2005 | Melhores Efeitos Especiais                                                | John Dykstra, Scott Stokdyk, Anthony LaMolinara e John Frazier                                                                 | Indicado  | [ 34 ]              |
| British Academy Film Awards               | 12 de fevereiro de 2005 | Melhor Som                                                                | Paul N. J. Ottosson, Kevin O'Connell, Greg P. Russell e Jeffrey J. Haboush                                                     | Indicado  | [ 34 ]              |
| British Academy Film Awards               | 12 de fevereiro de 2005 | Orange Film of the Year                                                   | Spider-Man 2 | Indicado  | [ 34 ]              |
| Broadcast Film Critics Association Awards | 10 de janeiro de 2005   | Melhor filme familiar                                                     | Spider-Man 2 | Indicado  | [ 35 ]              |
| Broadcast Film Critics Association Awards | 10 de janeiro de 2005   | Melhor filme popular                                                      | Spider-Man 2 | Venceu    | [ 35 ]              |
| Prêmios Cinema Audio Society              | 19 de fevereiro de 2005 | Desempenho excepcional na mistura de som para imagens em movimento        | Joseph Geisinger, Kevin O'Connell, Greg P. Russell e Jeffrey J. Haboush                                                        | Indicado  | [ 36 ]              |
| Empire Awards                             | 13 de março de 2005     | Melhor ator                                                               | Tobey Maguire | Indicado  | [ 37 ]              |
| Empire Awards                             | 13 de março de 2005     | Melhor Diretor                                                            | Sam Raimi | Venceu    | [ 37 ]              |
| Golden Trailer Awards                     | 25 de maio de 2004      | Summer 2004 Blockbuster                                                   | Spider-Man 2 | Indicado  |                     |
| Prémio Hugo                               | 7 de agosto de 2005     | Melhor apresentação dramática - Forma longa                               | Spider-Man 2 | Indicado  | [ 38 ]              |
| Londres Critics Circle Film Awards        | 9 de fevereiro de 2005  | Ator de apoio britânico do ano                                            | Alfred Molina | Indicado  | [ 39 ]              |
| MTV Movie Awards                          | 4 de junho de 2005      | Melhor Sequencia de Ação                                                  | Spider-Man 2 | Indicado  | [ 40 ]              |
| MTV Movie Awards                          | 4 de junho de 2005      | Melhor filme                                                              | Spider-Man 2 | Indicado  | [ 40 ]              |
| MTV Movie Awards                          | 4 de junho de 2005      | Melhor Vilão                                                              | Alfred Molina | Indicado  | [ 40 ]              |
| People's Choice Awards                    | 9 de janeiro de 2005    | Movimento Favorito                                                        | Spider-Man 2 | Indicado  | [ 41 ]              |
| People's Choice Awards                    | 9 de janeiro de 2005    | Química na tela favorita                                                  | Kirsten Dunst e Tobey Maguire                                                                                                  | Indicado  | [ 41 ]              |
| People's Choice Awards                    | 9 de janeiro de 2005    | Sequencia favorita                                                        | Spider-Man 2 | Indicado  | [ 41 ]              |
| People's Choice Awards                    | 9 de janeiro de 2005    | Estrela de cinema favorita do bandido                                     | Alfred Molina | Indicado  | [ 41 ]              |
| Satellite Awards                          | 17 de dezembro de 2005  | Melhor Ator em um Papel de Apoio, Drama                                   | Alfred Molina | Indicado  | [ 42 ]              |
| Satellite Awards                          | 17 de dezembro de 2005  | Melhor Cinematografia                                                     | Bill Pope e Anette Haellmigk                                                                                                   | Indicado  | [ 42 ]              |
| Satellite Awards                          | 17 de dezembro de 2005  | Melhor DVD Extra                                                          | Spider-Man 2 | Indicado  | [ 42 ]              |
| Satellite Awards                          | 17 de dezembro de 2005  | Melhor edição de filme                                                    | Bob Murawski | Indicado  | [ 42 ]              |
| Satellite Awards                          | 17 de dezembro de 2005  | Melhor pontuação original                                                 | Danny Elfman | Indicado  | [ 42 ]              |
| Satellite Awards                          | 17 de dezembro de 2005  | Melhor DVD geral                                                          | Spider-Man 2 | Venceu    | [ 42 ]              |
| Satellite Awards                          | 17 de dezembro de 2005  | Melhor som (edição e mixagem)                                             | Kevin O'Connell, Greg P. Russell, Jeffrey J. Haboush, Joseph Geisinger, Paul N. J. Ottosson e Susan Dudeck                     | Indicado  | [ 42 ]              |
| Satellite Awards                          | 17 de dezembro de 2005  | Melhores efeitos visuais                                                  | John Dykstra, Scott Stokdyk, Anthony LaMolinara e John Frazier                                                                 | Indicado  | [ 42 ]              |
| Prêmio Saturno                            | 3 de maio de 2005       | Filme de melhor fantasia                                                  | Spider-Man 2 | Venceu    | [ 43 ]              |
| Prêmio Saturno                            | 3 de maio de 2005       | Melhor ator                                                               | Tobey Maguire | Venceu    | [ 43 ]              |
| Prêmio Saturno                            | 3 de maio de 2005       | Melhor Ator Coadjuvante                                                   | Alfred Molina | Indicado  | [ 43 ]              |
| Prêmio Saturno                            | 3 de maio de 2005       | Melhor Diretor                                                            | Sam Raimi | Venceu    | [ 43 ]              |
| Prêmio Saturno                            | 3 de maio de 2005       | Melhor Escritor                                                           | Alvin Sargent | Venceu    | [ 43 ]              |
| Prêmio Saturno                            | 3 de maio de 2005       | Melhor música                                                             | Danny Elfman | Indicado  | [ 43 ]              |
| Prêmio Saturno                            | 3 de maio de 2005       | Melhores efeitos especiais                                                | John Dykstra, Scott Stokdyk, Anthony LaMolinara e John Frazier                                                                 | Venceu    | [ 43 ]              |
| Prêmio Saturno                            | 3 de maio de 2005       | Melhor edição do DVD Special Edition                                      | Spider-Man 2 | Indicado  | [ 43 ]              |
| Visual Effects Society                    | 16 de fevereiro de 2005 | Melhor Efeito Visual Único do Ano                                         | John Dykstra, Lydia Bottegoni, Dan Abrams e John Monos                                                                         | Indicado  | [ 44 ]              |
| Visual Effects Society                    | 16 de fevereiro de 2005 | Composição excepcional em um filme                                        | Colin Drobnis, Greg Derochie, Blaine Kennison e Ken Lam                                                                        | Venceu    | [ 44 ]              |
| Visual Effects Society                    | 16 de fevereiro de 2005 | Excelente ambiente criado em um Live Act on Motion Picture                | Dan Abrams, David Emery, Andrew Nawrot e John Hart                                                                             | Venceu    | [ 44 ]              |
| Visual Effects Society                    | 16 de fevereiro de 2005 | Desempenho excepcional de um ator ou atriz em um filme de efeitos visuais | Alfred Molina | Venceu    | [ 44 ]              |
| Visual Effects Society                    | 16 de fevereiro de 2005 | Efeitos especiais pendentes no serviço aos efeitos visuais em um filme    | John Frazier, James D. Schwalm, James Nagle e David Amborn                                                                     | Indicado  | [ 44 ]              |
| Visual Effects Society                    | 16 de fevereiro de 2005 | Efeitos visuais excepcionais em um filme movido a efeitos visuais         | John Dykstra, Lydia Bottegoni, Anthony LaMolinara e Scott Stokdyk                                                              | Indicado  | [ 44 ]              |
| World Stunt Awards                        | 25 de setembro de 2005  | Melhor acrobacia geral por um dublê                                       | Chris Daniels e Michael Hugghins                                                                                               | Venceu    | [ 45 ]              |
| World Stunt Awards                        | 25 de setembro de 2005  | Melhor Acrobacia Especial                                                 | Tim Storms, Garret Warren, Susie Park, Patricia M. Peters, Norb Phillips, Lisa Hoyle, Kevin L. Jackson e Clay Donahue Fontenot | Indicado  | [ 45 ]              |
| World Stunt Awards                        | 25 de setembro de 2005  | Melhor trabalho com um veículo                                            | Tad Griffith, Richard Burden, Scott Rogers, Darrin Prescott e Mark Norby                                                       | Indicado  | [ 45 ]              |

## Dobragem/Dublagem
| Personagem                | Dobrador (PT)  | Dublador (BR)   |
| ------------------------- | -------------- | --------------- |
| Peter Parker/Homem-Aranha | João Tempera   | Manolo Rey      |
| Harry Osborn              | Renato Godinho | Clécio Souto    |
| Mary Jane Watson          | Helena Montez  | Sylvia Salustti |
| J. Jonah Jameson          | Paulo B.       | José Santa Cruz |
| Otto Octavius/Dr. Octopus | José Neves     | Roberto Macedo  |
| Rosalie Octavius          | Isabel Ribas   | Geisa Vidal     |

## Jogo eletrônico
Para coincidir com o lançamento do filme, um videogame de mesmo nome foi lançado para o Game Boy Advance, GameCube, Microsoft Windows, PlayStation 2 e Xbox em 28 de junho de 2004. Lançamentos no PlayStation Portable, N-Gage e os sistemas Nintendo DS seguiriam um videogame de ação-aventura, servindo como uma sequência de Spider-Man: The Movie (2002). Publicado pela Activision, as versões do console foram desenvolvidas pela Treyarch, mas as outras versões tinham desenvolvedores diferentes. As versões de console e as versões portáteis de Spider-Man 2 foram bem recebidas, com exceção da versão para PC/Mac. Após o lançamento, o jogo vendeu mais de 2 milhões de unidades na América do Norte em 7 de julho de 2004.

## Sequência
Em março de 2004, três meses antes do lançamento de Homem-Aranha 2, a Sony anunciou que uma sequência já estava em desenvolvimento. Homem-Aranha 3 foi lançado em 4 de maio de 2007.

## Legado
Em 2021, Molina foi anunciado para retornar como Doutor Octopus em Spider-Man: No Way Home (2021), que faz parte do Universo Cinematográfico Marvel e dirigido por Jon Watts. Molina mais tarde esclareceu em abril que o personagem seria a mesma iteração retratada em Homem-Aranha 2 e seu arco de história continuaria diretamente do final do filme.